# Rusinowo, Gmina Tuczno
Rusinowo [ruɕiˈnɔvɔ] (tiếng Đức: Ruschendorf) là một ngôi làng thuộc khu hành chính của Gmina Tuczno, thuộc hạt Wałcz, West Pomeranian Voivodeship, ở phía tây bắc Ba Lan.
Trước 1772, khu vực này là một phần của Vương quốc Ba Lan, 1772-1945 Phổ và Đức. Để biết thêm về lịch sử của nó, xem Quận Wałcz.
Làng có dân số 240 người.